# 슬로우자마스탄 공화국
슬로우자마스탄 공화국(Republic of Slowjamastan, 공식 명칭: United Territories of the Sovereign Nation of the People's Republic of Slowjamastan)은 미국 사우스캐롤라이나주 임페리얼군에 위치한 마이크로네이션이다. 2021년 12월 1일 슬로 잼 DJ 랜디 윌리엄스(Randy Williams)가 설립한 슬로우자마스탄은 78번 국도를 따라 사막 땅에 위치해 있다. 마이크로네이션은 독립을 주장하고 마치 주권국인 것처럼 주권 행위를 흉내내는 정치적 실체이다. 그러나 법적 인정은 받지 못한다. 슬로우자마스탄에는 구조물이 없지만 고속도로 옆에 있는 대형 국경 표지판, 국경 통제소, 자칭 마이크로네이션의 술탄인 윌리엄스의 사무실 역할을 하는 개방형 책상이 부지에 위치해 있다. 그는 2021년 8월 네바다주 데이턴에 위치한 또 다른 마이크로네이션인 몰로시아 공화국을 방문한 후 슬로우자마스탄을 설립했고, 10월에 토지를 미화 19,000달러(한화 27,502,500원)에 구입했다.